# Pierrette Kombo
Pierrette Kombo (9 mai 1939 Bangui - 29 juin 2019, Saint-Herblain) est une femme politique congolaise.

## Biographie
Lors des élections législatives de décembre 1963, elle fait partie des trois premières femmes à être élues au sein de l'Assemblée nationale du Congo aux côtés de Mambou Aimée Gnali et Micheline Golengo. Le 24 décembre 1963, elle est élue premier secrétaire du bureau de l'Assemblée. 
Elle est aussi une membre active de l'union révolutionnaire des femmes du Congo.
Elle meurt le 29 juin 2019 à Saint-Herblain en France.